# Alessandro Vanotti
Alessandro Vanotti (født 16. september 1980 i Bergamo) er en tidligere professionel italiensk landevejscykelrytter.